# Eduardo De Martino
Ne doit pas être confondu avec Edoardo Martino.
Eduardo Federico De Martino, parfois cité sous le nom d'Edoardo, né le 29 mars 1838 et mort le 12 mai 1912, est un peintre italien, actif en Amérique du Sud et à Londres en tant que peintre de navires de guerre et de batailles navales.

## Biographie
Eduardo De Martino est né à Meta di Sorrento, dans la région de Campanie. Il sert comme officier dans la marine italienne, mais à trente ans, influencé par les membres de l'école de Resìna, il se tourne vers la peinture à Naples. Il devient célèbre à Londres, où ses représentations de victoires navales connues et de navires britanniques sont très prisées, notamment par la reine Victoria,. Il peint des représentations des batailles navales de Trafalgar, d'Aboukir et du cap Saint-Vincent.
À partir de 1905, il peint également de nombreux navires de la marine italienne. Il réalise un certain nombre de peintures au cours de ses voyages, notamment sur la côte brésilienne.
Il est un peintre de marine en ordinaire du roi Édouard VII, l'accompagnant souvent lors de ses tournées navales, et est nommé commandant honoraire de l'Ordre royal de Victoria (CVO) lors des Birthday Honours (en)  de 1902,, recevant la décoration du roi à Sandringham House le 9 novembre 1902.
Eduardo De Martino meurt à Londres en 1912.
En août 2013, une exposition de l'Association des commercianti del Casale di Meta (NA) à Naples a présenté plusieurs de ses croquis et œuvres.

## Récompenses
- 1870 : Chevalier de l'Ordre de la Rose[9]
- 1892 : Chevalier de l'Ordre de la Couronne d'Italie[10]
- 1898 : Membre honoraire de l'Ordre royal de Victoria[11]
- 1902 : Commandeur honoraire de l'Ordre royal de Victoria[12]

## Galerie

Reddition de la corvette General Dorrego.
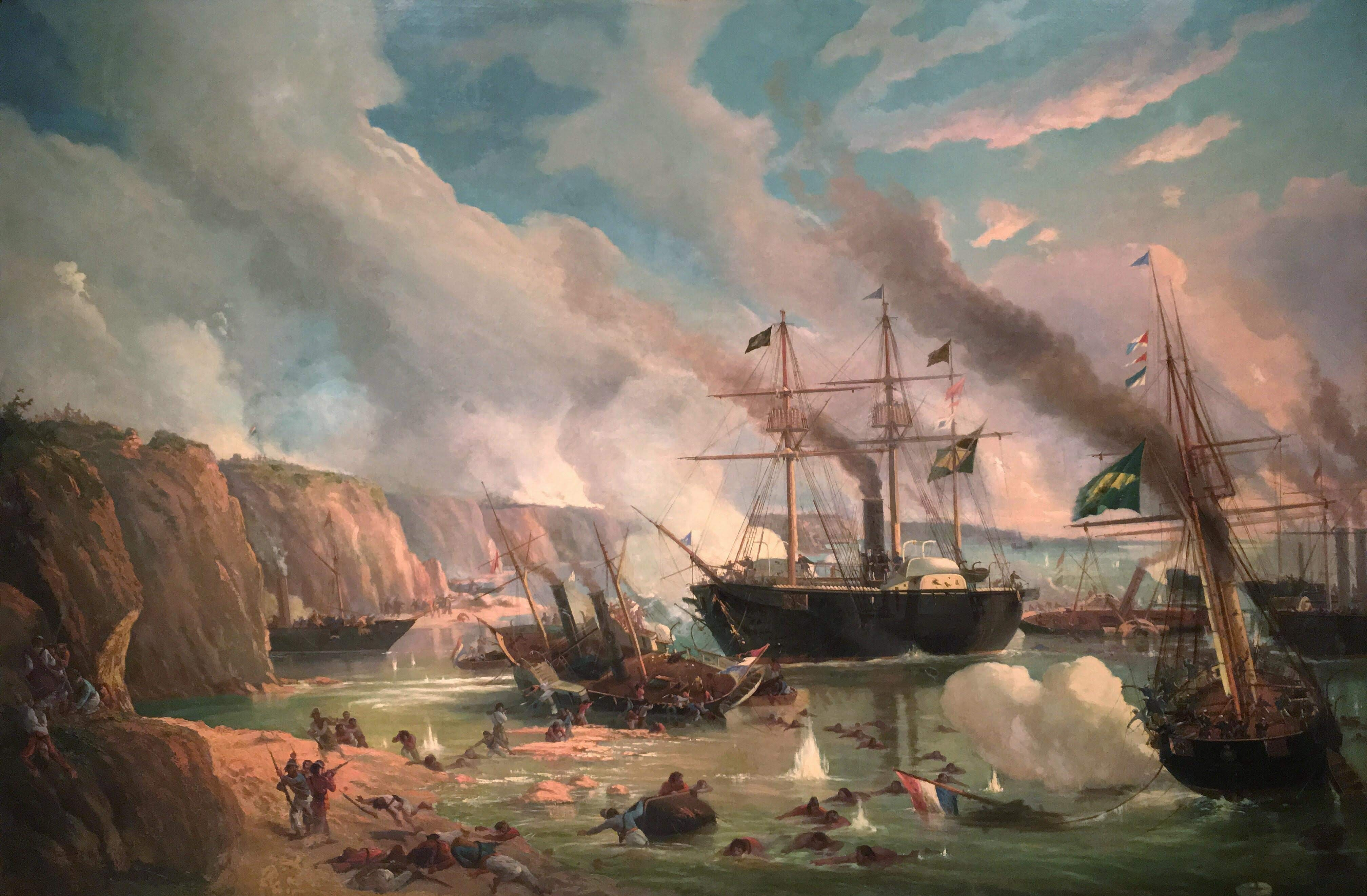
Bataille navale de Riachuelo (1882).
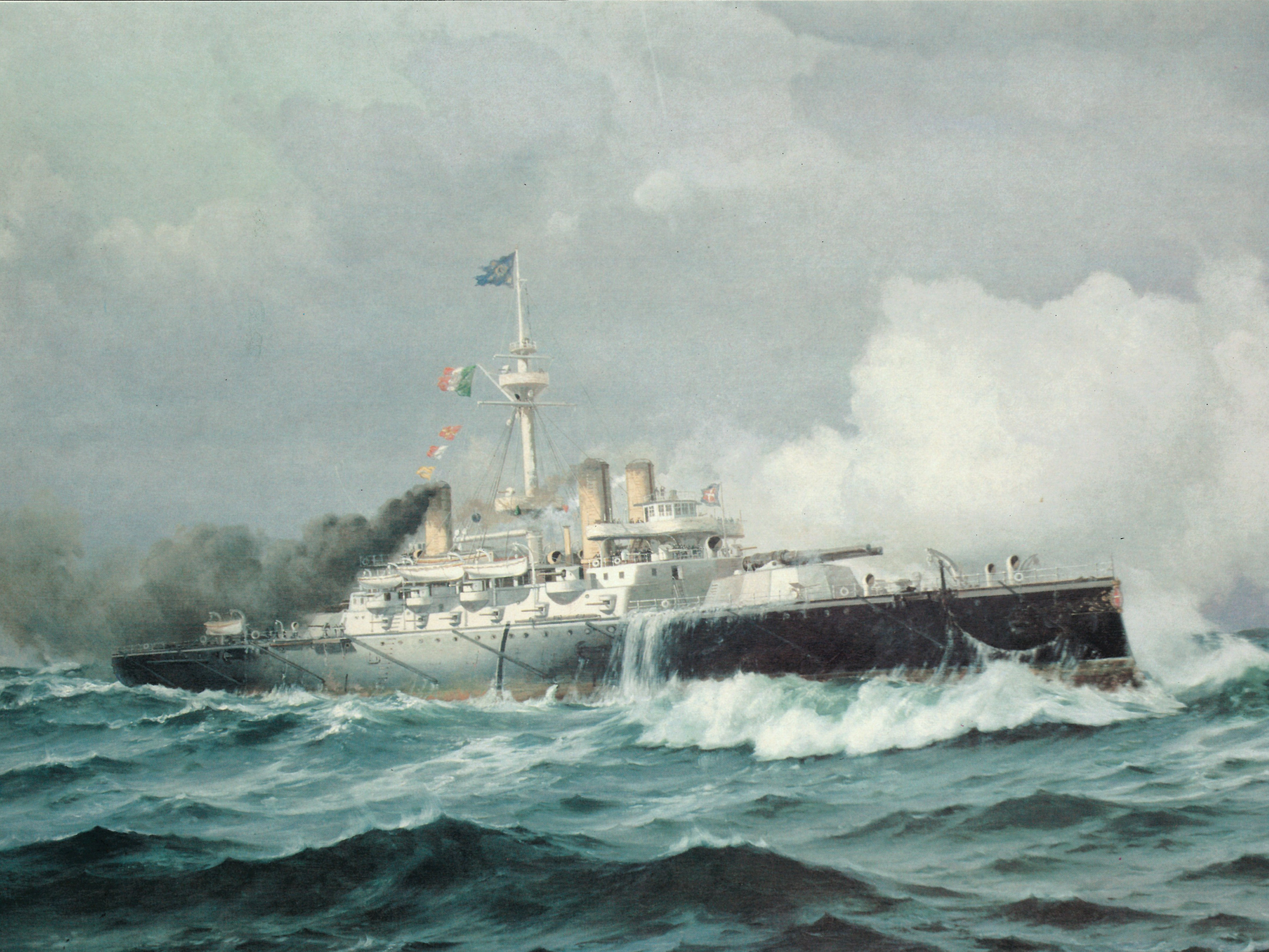
Cuirassé Re Umberto (1888).
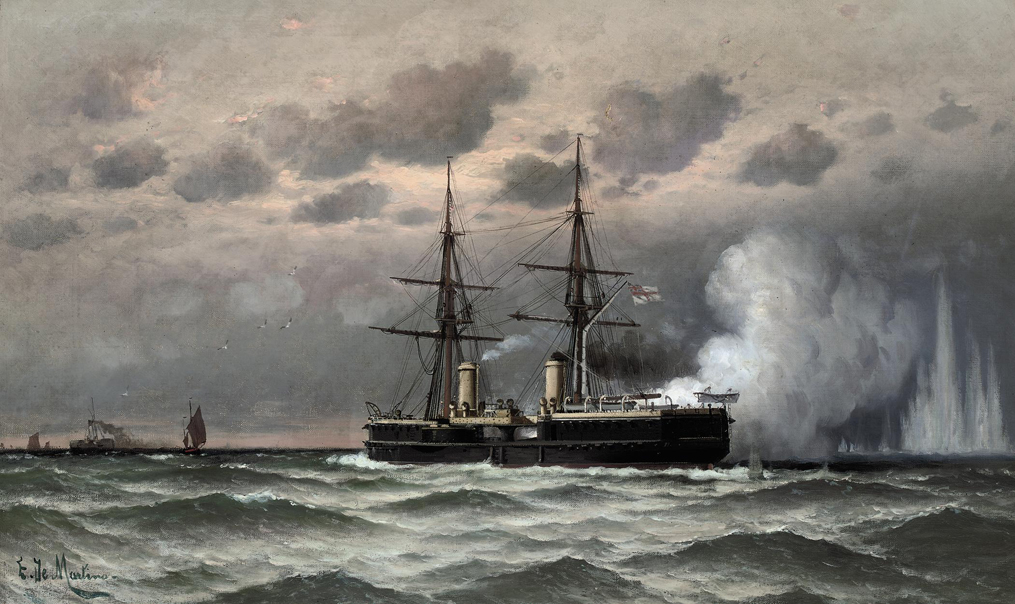
Le nouveau H.M.S. Inflexible en mer lors de ses essais (1880).
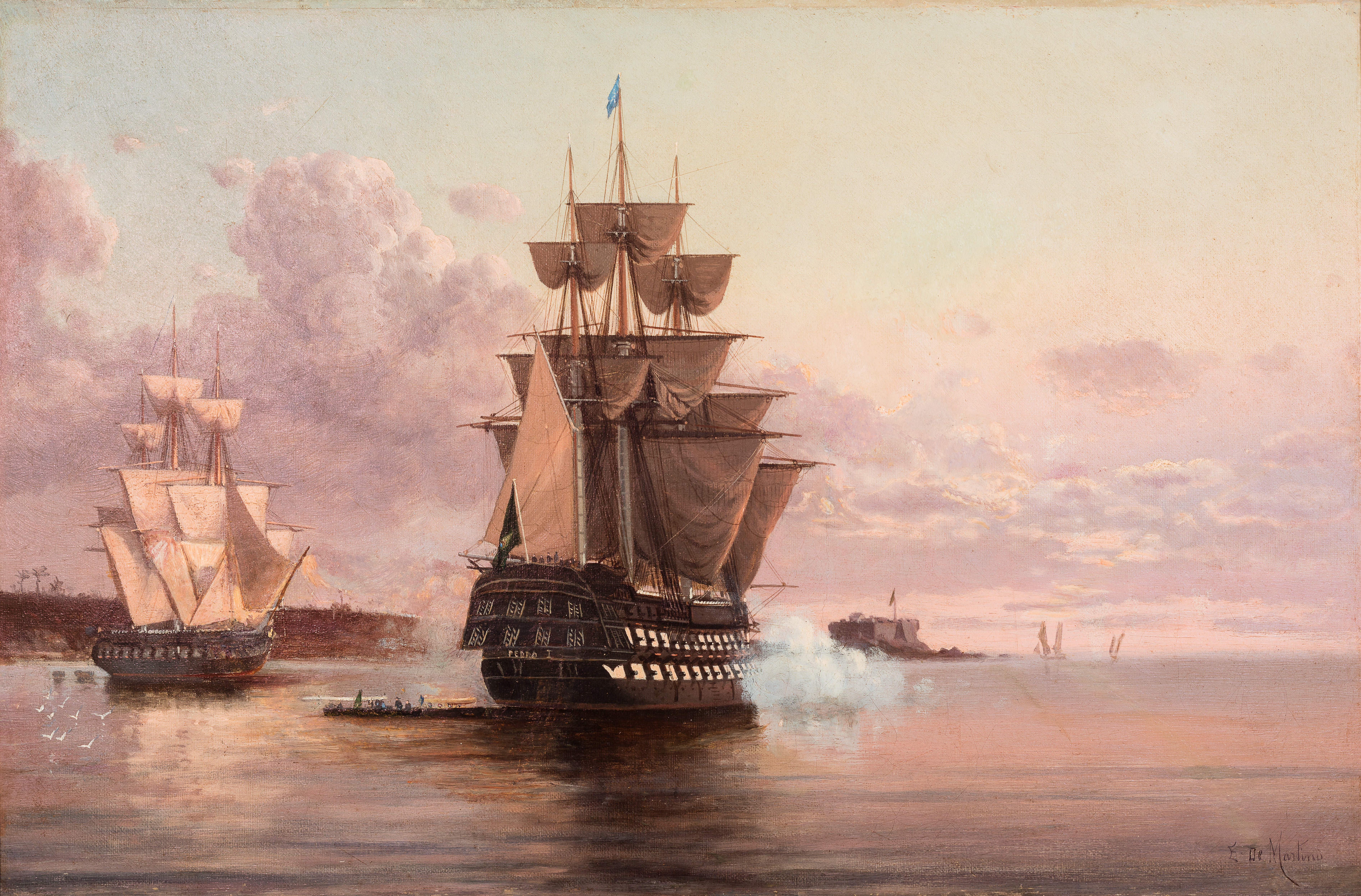
Nau Pedro I.
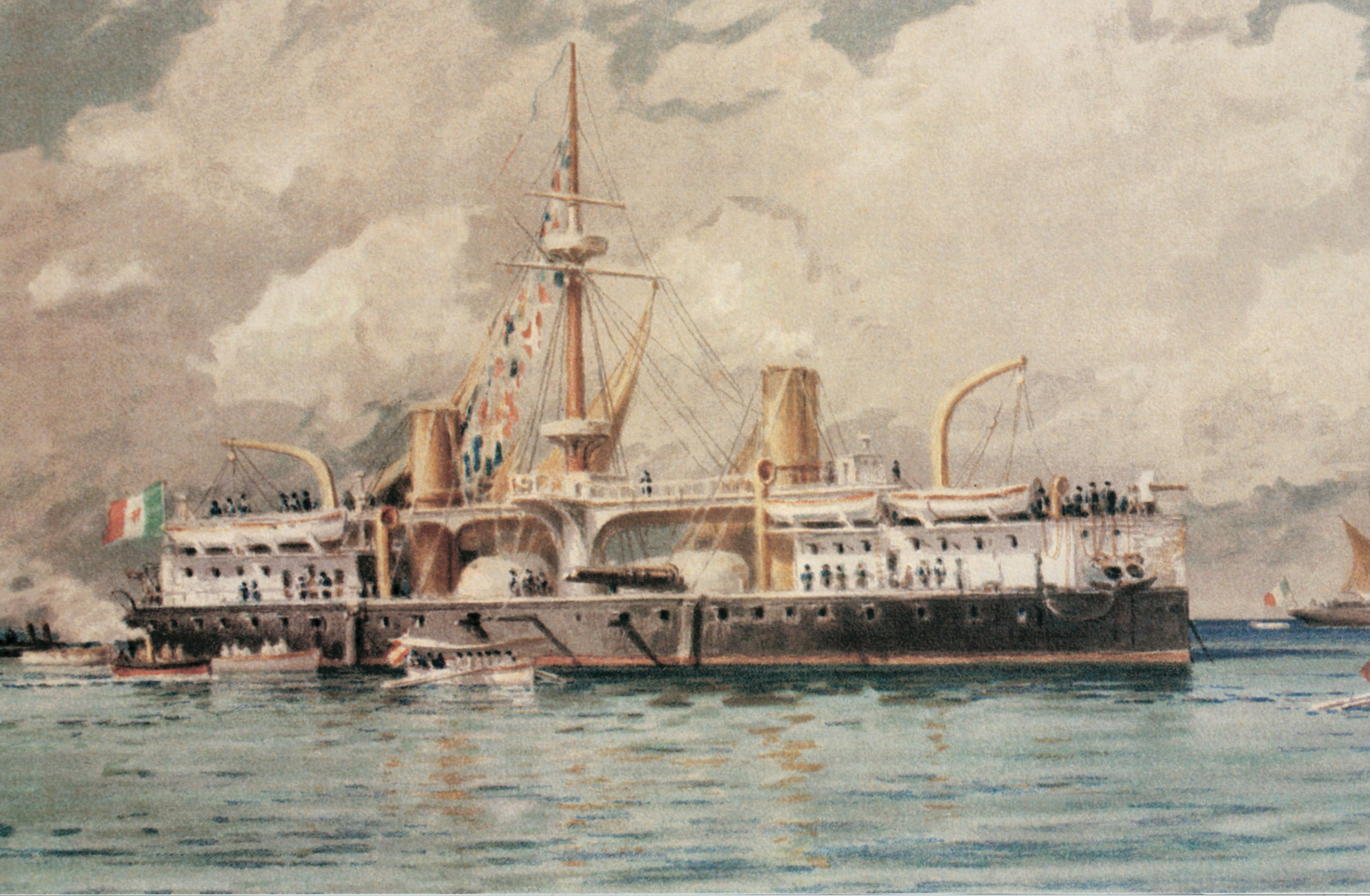
Lancement du cuirassé "Ruggiero di Lauria" (1884).